# مشعل جابر العبدالله الجابر الصباح
الشيخ مشعل جابر العبد الله الجابر الصباح (مواليد 14 ديسمبر 1974)، هو أحد أعضاء الأسرة الحاكمة في الكويت وشخصية سياسية بارزة. شغل مناصب قيادية هامة في وزارة الداخلية الكويتية قبل أن يُعيَّن محافظًا لمحافظة الفروانية بدرجة وزير.

## حياته المبكرة وتعليمه
وُلد الشيخ مشعل الصباح في الكويت عام 1974. حصل على شهادة البكالوريوس في إدارة الأعمال مع مرتبة الشرف من كلية التجارة في جامعة الكويت عام 1996.

## مسيرته المهنية
بدأ الشيخ مشعل مسيرته المهنية في وزارة الداخلية بعد تخرجه، حيث تدرج في عدة مناصب إدارية وفنية على مدى أكثر من عقدين.

### وزارة الداخلية
التحق بالوزارة عام 1996، حيث عمل باحثًا إداريًا في مكتب وزير الداخلية وعدد من القطاعات الأمنية الأخرى. تولى بعد ذلك مناصب إشرافية، فعمل رئيس قسم، ثم مساعد مدير، ومدير إدارة، وصولًا إلى منصب مساعد مدير عام في الإدارة العامة لنظم المعلومات.
في عام 2007، صدر مرسوم أميري بتعيينه وكيل وزارة مساعد لشؤون تكنولوجيا المعلومات والاتصالات، وهو قطاع حيوي يضم إدارات نظم المعلومات وهندسة الاتصالات والأنظمة الأمنية. استمر في هذا المنصب حتى عام 2020، وقاد خلال هذه الفترة عملية التحول الرقمي وتحديث البنية التحتية التكنولوجية للوزارة.
خلال فترة عمله، أشرف على تنفيذ عدد من المشاريع الاستراتيجية الهامة، منها:
- منظومة الاتصالات الرقمية (TETRA) والجيل الرابع (LTE).
- منظومة الكويت الأمنية (KSP) ومشروع الدوريات الذكية.
- نظام بدالة الأمان الموحدة (112).
- مشروع تتبع حركة دوريات الشرطة (AVLS).

كما كان له دور رئيسي في تبني وإعداد قانون رقم 61 لسنة 2015 بشأن تنظيم وتركيب كاميرات وأجهزة المراقبة الأمنية، وهو تشريع يهدف إلى تعزيز مفهوم المدينة الآمنة في الكويت.

### محافظ الفروانية
في ديسمبر 2020، تم تعيين الشيخ مشعل الجابر محافظًا لمحافظة الفروانية بدرجة وزير، وهو منصب شغله حتى عام 2024.

## مناصب ولجان أخرى
إلى جانب مناصبه الرئيسية، ترأس وشارك الشيخ مشعل في عضوية العديد من اللجان الهامة، منها:
- اللجنة العامة لقوة الشرطة.
- اللجنة العليا لمشروع منظومة الكويت الأمنية.
- لجنة مشتريات المواد العسكرية بوزارة الداخلية.
- لجنة التحول الرقمي لدولة الكويت.

كما قام بتمثيل أمير دولة الكويت وولي العهد في العديد من المناسبات والفعاليات الرسمية.